# 低碳旅遊
低碳旅遊，是一种新興的旅遊方式，指的是降低碳排放的一種旅遊方式。在旅遊中，通過捷運、步行等出行方式的旅遊結合，將二氧化碳排放量降低來達到環保目的。

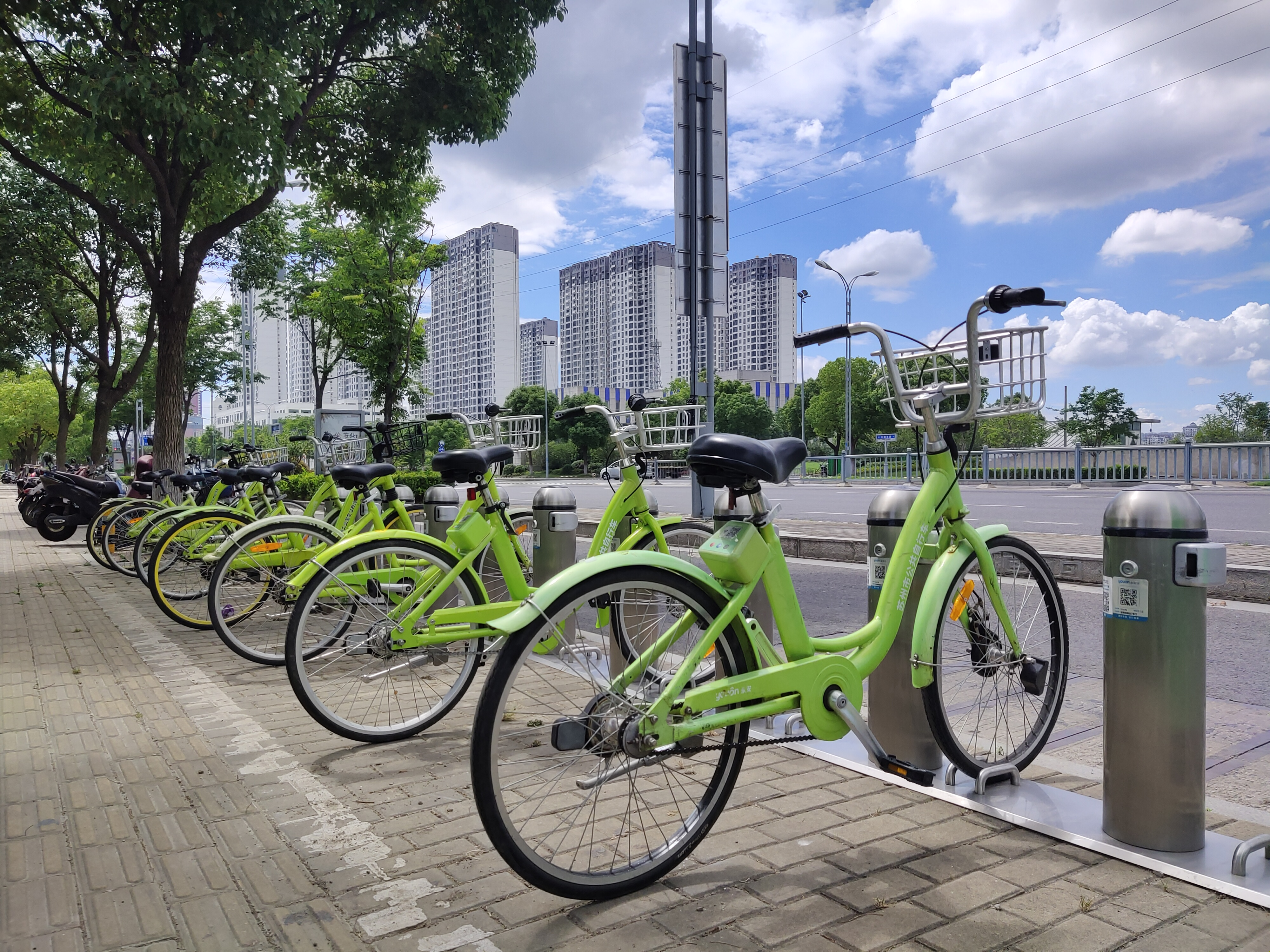
路邊排放的公共自行车

## 交通方式
低碳旅遊，其重點在於旅遊中交通方式的選擇，如放棄私家車換為步行等出行方式以達到低碳排放目的，常見的交通方式有：
- 共乘：以遊覽車或火車接駁，大型載具搭乘足夠的乘客。
- 步行：借助步行來完成近距離的移動。低碳的同時強身健體。
- 自行車：近年來以成為一種風潮，可以將距離拉大到以步行所無法達到的程度。

## 低碳旅館
低碳旅館是依據綠能、省水、節能及減少一次性用品等環保措施評選而出的。入住這種旅館不但能降低對環境的傷害，也維持旅客住宿的良好體驗，持續提供舒適、高品質的住宿環境與服務。